# Boutifarre

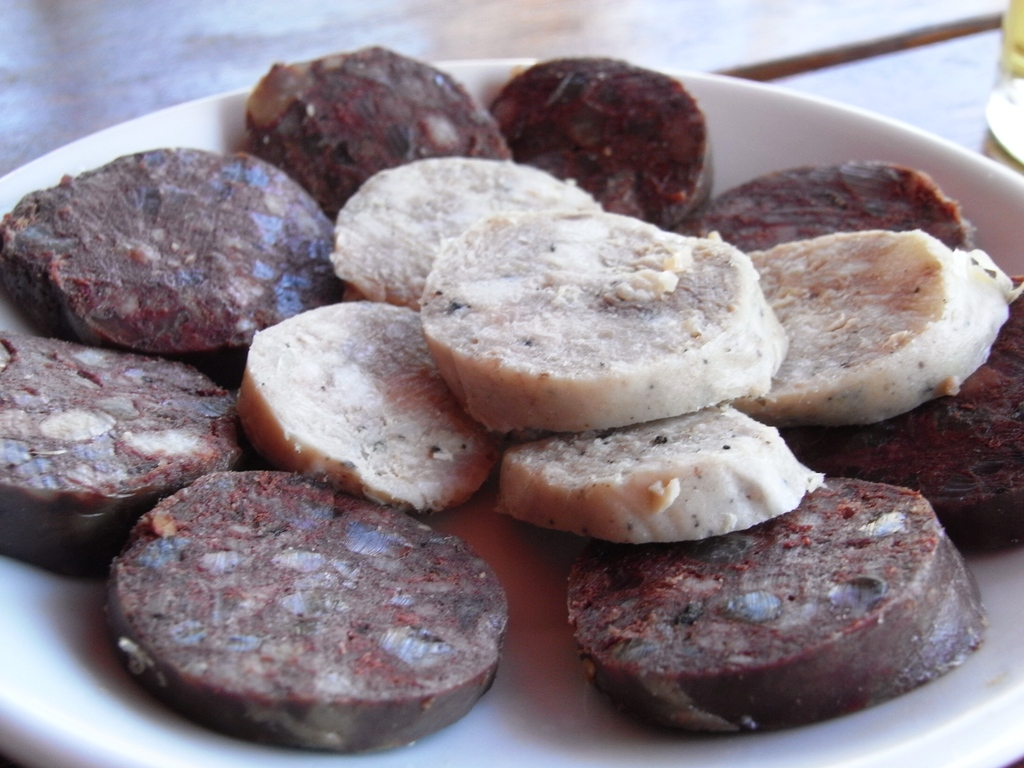
Boutifarres blanche et noire, servies sur une assiette, pour l'apéritif.

La botifarra, ou boutifarre  catalane, est un gros intestin de porc, farci de viande maigre de porc avec des épices. Elle peut être crue ou ensuite cuite. Selon le type, elle peut être considérée comme une charcuterie ou un plat à base de viande. Son origine est catalane, mais on peut en trouver dans les îles Baléares, dans la région espagnole de Valence et la ville de Chiclana de la Frontera (Andalousie). Il existe également des variétés de boutifarres consommées sur la côte caraïbe de la Colombie et en Uruguay.
Il y a des dizaines de types différents de boutifarres, cuites ou crues (qu'il faut griller), blanches, rosées, jaunes, foncées (avec du sang), aux œufs, aux champignons, etc.
Les botifarres cuites se consomment en général froides, coupées en fines tranches.
Par contre, les botifarres crues, comme les dolces de Gérone, se mangent souvent grillées ou sautées.

## Types de boutifarres

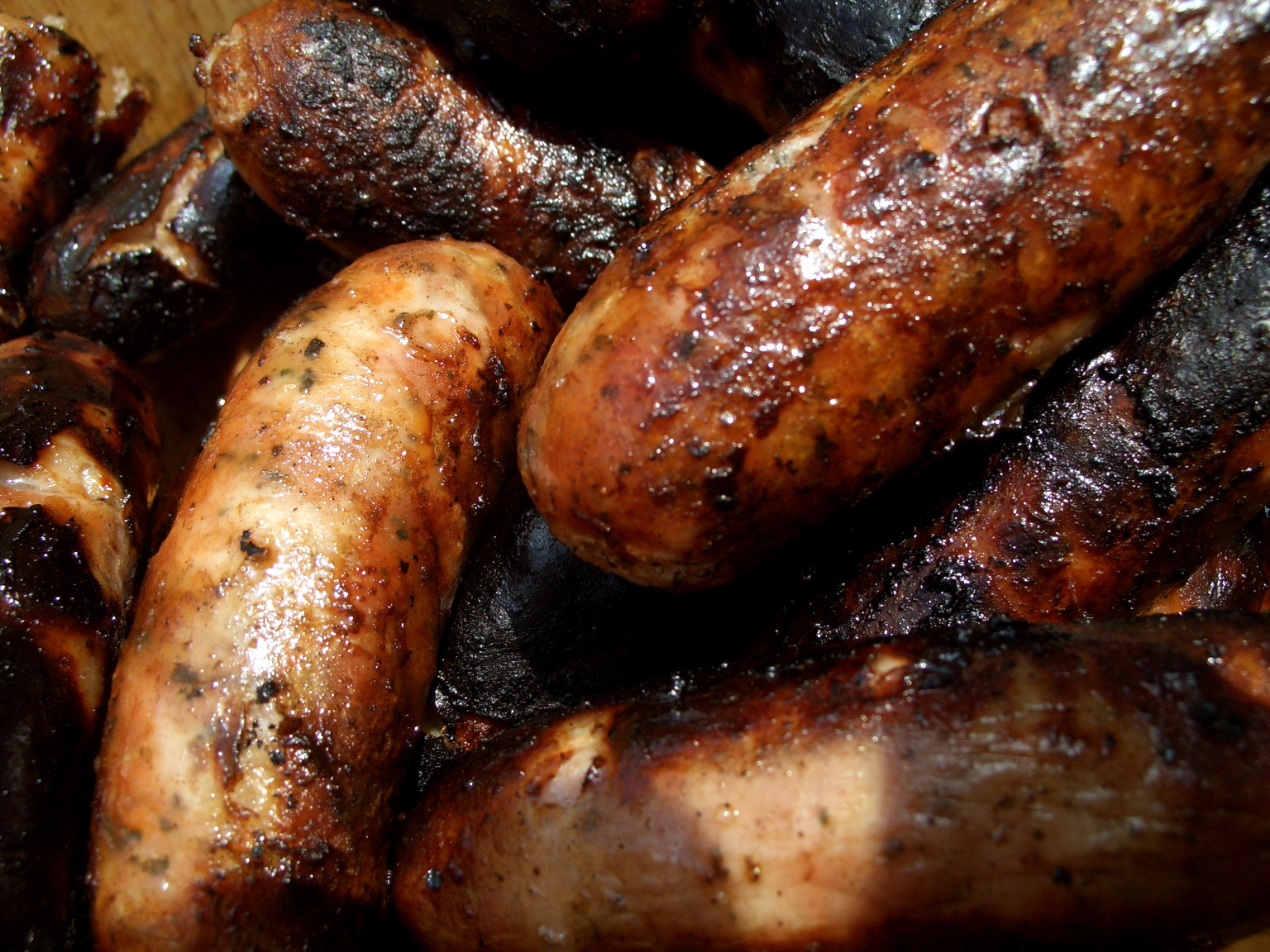
Boutifarres rouges grillées.

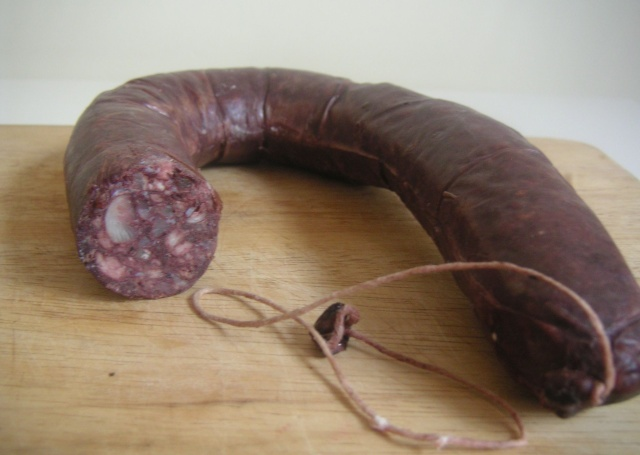
Boutifarre noire, ou negret.

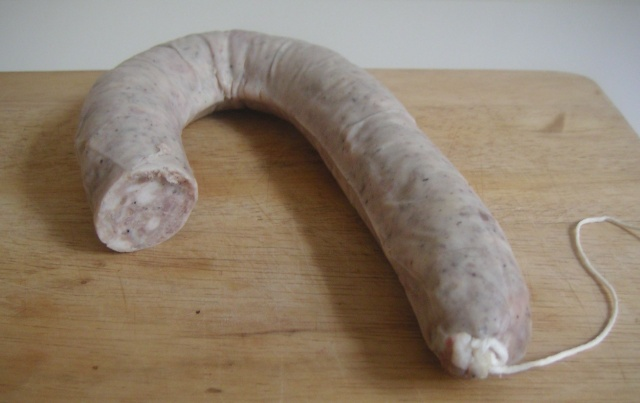
Boutifarre blanche, ou blanquet.

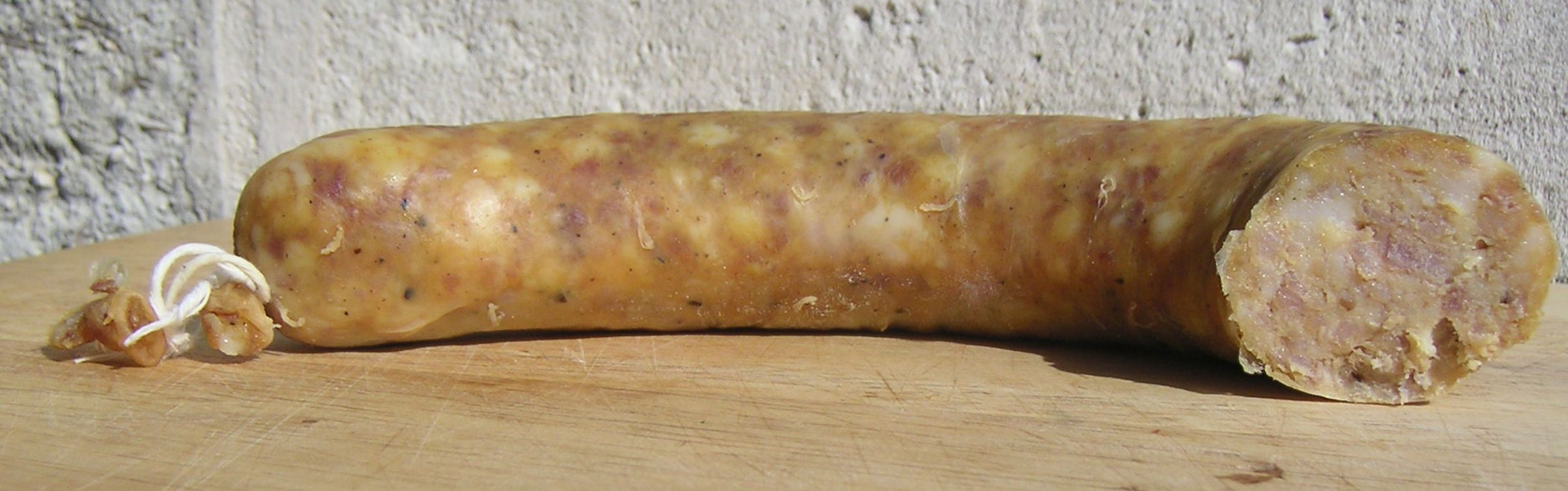
Boutifarre à l'œuf, ou d'ou.

### Boutifarres crues
- Boutifarre rouge, ou roget : elle est considérée comme un plat et pas une charcuterie. Elle est faite avec de la viande maigre hachée, de l'ail, du persil et souvent d'autres épices ou ingrédients, comme des champignons. Elle a la couleur de la viande avant d'être cuite, et une couleur plutôt rosée après cuisson. En France, la saucisse de Toulouse, bien que plus grasse, est le produit le plus similaire à ce genre de boutifarres que l'on puisse trouver.
- Botifarra dolça : elle contient du sucre et du jus de citron. Quand elle est cuite, il en sort un jus très similaire au caramel.
- Boutifarre au riz, ou baldana : en plus de la viande, elle contient un peu de riz.

### Boutifarres cuites
- Botifarra catalana : un peu plus large que les autres, et parfois avec un peu de graisse. Elle est parfumée, entre autres, à la truffe.
- Boutifarre blanche, ou blanquet : elle ne contient pas de sang, d'où sa couleur si claire. On l'utilise pour la Escudella i carn d'olla.
- Boutifarre noire, ou negret : elle est constituée de sang de porc mélangé à de la viande, de façon qu'elle devienne presque noire quand on la fait cuire. Elle se mange crue, en fines tranches, mais aussi cuite, par exemple à l'escudella i carn d'olla.
- Boutifarre à l'œuf : elle est constituée d'œufs battus mélangés avec la viande. Sa couleur est proche du jaune. Elle est la plus typique du Jeudi Gras (le Mardi Gras catalan). De ce fait, on ne la trouve qu'en février ou, au maximum, entre décembre et mars.
- Bull : son nom provient du verbe bullir, en français « bouillir ». Certains expliquent que, comme elle est faite avec des ingrédients — tels que la langue de porc — qui ont besoin de plus de temps de cuisson, et que ce type de botifarra est un peu plus large que les autres, on la mettait dans une grande casserole à feu vif pour la mener à ébullition (bull, en catalan). Après cette première ébullition, on ajoutait le reste des boutifarres[1]. Il y a beaucoup de variétés de bulls, avec du sang ou non, avec du foie de porc, etc. Elle est aujourd'hui la saucisse cuite la plus célèbre au monde, grâce au restaurant El Bulli, qui avait pris le nom du chien du chef Ferran Adrià. Le chien avait d'ailleurs pris ce nom parce que, bébé, il ressemblait, selon Adrià, à un petit bull.
- Botifarró : en Catalogne, c'est une boutifarre noire, cuite avec de l'oignon, tandis aux Baléares, elle est d'un diamètre plus fin que les autres et, bien qu'elle soit toujours une boutifarre cuite, elle se mange souvent frite.
- Autres types de boutifarres très populaires : botifarra del perol, botifarra de bisbe ou bisbot, boutifarre à l'œuf et au foie, botifarra de barilla, etc.

## La boutifarre dans la cuisine catalane
La botifarra amb mongetes, ou botifarra amb seques, est un plat symbolique de Catalogne. Il s'agit de boutifarres grillées, accompagnées de haricots blancs sautés à la poêle avec le jus des boutifarres.
D'autres plats catalans typiques, comme l’escudella i carn d'olla et les fèves à la catalane (ou faves ofegades, un plat qui a la même origine que le cassoulet), ont toujours la boutifarre, ou plusieurs boutifarres, comme ingrédient essentiel.
En Catalogne, un autre plat incontournable du carnaval, bien qu'il soit simple, est l’omelette à la boutifarre, une omelette où on ajoute de fines tranches de boutifarre à l'œuf ou d'une autre boutifarre cuite.

## Labotifarrada
En Catalogne, il est très typique de faire des botifarrades, une sorte de barbecue convivial, où on part à la campagne pour faire griller des boutifarres et d'autres produits.
Il y a aussi des grandes botifarrades aux fêtes patronales de villes, villages et quartiers, comme celle qui s'organise au quartier barcelonais de Gràcia et même comme activité politique, comme la Botifarrada populaire contre l'hispanité, à Sant Sadurní d'Anoia, organisée par les JERC.